# Unciaal 0107
Unciaal 0107 (Gregory-Aland), ε 41 (Soden) is een van de Bijbelse handschriften in de Griekse taal. Het dateert uit de 7e eeuw en is geschreven met uncialen op perkament.

## Beschrijving
Het bevat de tekst van het Evangelie volgens Matteüs (22,16-23,14) en Evangelie volgens Marcus (4,24-35; 5,14-23). De gehele codex bestaat uit 4 bladen (27 × 21 cm) en werd geschreven in twee kolommen per pagina, 23 regels per pagina.
De codex geeft de gemengde tekst weer. Kurt Aland plaatste de codex in Categorie III.

## Geschiedenis
Het handschrift bevindt zich in de Russische Nationale Bibliotheek (Gr. 11), in Sint-Petersburg.